# Hayden (Arizona)
Hayden – miasto w Stanach Zjednoczonych, w stanie Arizona, w hrabstwie Gila.